# Jeffrey Weissman
Jeffrey Weissman (ur. 2 października 1958) – amerykański aktor filmowy i telewizyjny, znany m.in. z roli Teddy’ego Conwaya w filmie Niesamowity jeździec.

## Wybrana filmografia

### Filmy
- 1983: Strefa mroku
- 1984: Niebezpieczny Johnny
- 1984: Świry
- 1985: Niesamowity jeździec
- 1989: Powrót do przyszłości II
- 1990: Powrót do przyszłości III
- 1991: Dla naszych chłopców
- 2000: 2001: Odyseja komiczna
- 2001: Wielka misja Maxa Keeble’a

### Seriale
- 1985: Dallas
- 1991: Byle do dzwonka
- 2000: Diagnoza morderstwo